# Lab (fiume)
Il Lab (in albanese Llap; in serbo Лаб?, Lab) è un fiume del Kosovo orientale. Lungo 72 km, è un tributario di destra della Sitnica, il principale fiume della depressione del Malo Kosovo.